# Michel Hébert (historien)
Michel Hébert, né le 31 août 1948 à Montréal, est un historien et auteur québécois spécialiste de l’histoire du Moyen Âge, professeur émérite à l'Université du Québec à Montréal.

## Biographie
Né le 31 août 1948 à Montréal, fils de Julien Hébert et de Louise Monette, frère de François Hébert, après des études au collège Stanislas de Montréal, Michel Hébert a étudié l’histoire médiévale à l’Université d’Aix-Marseille de 1968 à 1975, jusqu’à l’obtention d’un doctorat pour sa thèse portant sur l’histoire de la ville de Tarascon-sur-Rhône au XIVe siècle, sous la direction de Georges Duby. Attaché de recherche à l’Université du Québec à Trois-Rivières puis chargé de cours à l’Université Laval et à l’Université du Québec à Montréal, il devient professeur régulier à cette dernière institution en 1981, jusqu’à sa retraite en décembre 2013. Il a aussi agi à titre de professeur invité auprès de plusieurs universités françaises (Nice, Paris VII, Paris VIII), à titre de directeur de recherches auprès de l’École des Hautes études en sciences sociales à Paris et à titre de chercheur invité auprès de la Humboldt Universität zu Berlin. Il est également membre fondateur de la Société des études médiévales du Québec, membre de l’Académie des Arts, des Lettres et des Sciences humaines de la Société Royale du Canada et membre correspondant étranger de l’Académie des Inscriptions et Belles-Lettres.

## Apport à l'histoire du Moyen Âge
Son domaine de recherche est l’histoire des villes, de la fiscalité et des assemblées représentatives et parlementaires au cours des trois derniers siècles du Moyen Âge (XIIIe-XVe  siècles), particulièrement dans l’espace de la France méridionale. Il en a tiré une douzaine de livres et une centaine d’articles savants, de chapitres de livres et d’actes de colloques, qui ont « ouvert bien des pistes, orienté bien des recherches, suscité de nouvelles approches et de nouveaux questionnements ». Dans ouvrage Parlementer. Assemblées représentatives et échange politique en Europe occidentale à la fin du Moyen Âge (2014), il a proposé une réévaluation critique du grand paradigme de l’histoire des origines de la représentation parlementaire dans les sociétés de la Chrétienté occidentale à la fin de la période médiévale. Qualifié d’« événement historiographique », d’« oeuvre capitale pour tout historien du politique » et de « tremendous book », l’ouvrage a reçu le premier prix Gobert de l’Académie des Inscriptions et Belles-Lettres. La réflexion s’est poursuivie dans un ouvrage de synthèse plus global, La voix du peuple. Une histoire des assemblées au Moyen Âge (2018), dont on a souligné la pertinence au moment de la crise des « gilets jaunes » en France à l’automne 2018.  Il a aussi publié un ouvrage d’introduction générale à la période, Le Moyen Âge (1997) ainsi que plusieurs volumes d’éditions de sources historiques, dont le plus récent, le Journal de Jean le Fèvre, chancelier des ducs d’Anjou et comtes de Provence (1381-1388), en collaboration avec Jean-Michel Matz, est paru à Rennes en 2020. Son départ à la retraite et son accession à l’éméritat ont été soulignés par la publication d’un volume de mélanges offert par ses amis, anciens étudiants et collègues, Des communautés aux États. Mélanges offerts à Michel Hébert. Memini. Travaux et documents, 19-20 (2015-2016) (ISBN 978-2-923987-13-2).

## Distinctions
2019 - Membre correspondant étranger de l’Académie des Inscriptions et Belles-Lettres.
2014 - Premier prix Gobert de l’Académie des Inscriptions et Belles-Lettres, pour le livre Parlementer.
2014 - Finaliste au prix Augustin-Thierry de la Ville de Paris, pour le livre Parlementer.
2008 - Programme Killam du Conseil des Arts du Canada, bourse de recherche.
1999 - Société Royale du Canada, Académie des Arts, des Lettres et des Sciences humaines, membre élu, 1999.

## Publications

### Principaux ouvrages
Arbitraire et arbitrage. Les zones grises du pouvoir (XIIe-XVIIIe siècle) [avec Benjamin Deruelle], Villeneuve d’Ascq, Presses Universitaires du Septentrion, 2024 (ISBN 978-2-7574-4237-1)
Journal de Jean le Fèvre, chancelier des ducs d’Anjou et comtes de Provence (1381-1388), Rennes, Presses Universitaires de Rennes, coll. « Mémoire commune », 2020 (codirection avec Jean-Michel Matz) (ISBN 978-2-7535-7892-0).
La voix du peuple. Une histoire des assemblées au Moyen Âge, Paris, Presses Universitaires de France, 2018 (ISBN 978-2-13-07361-0).
Parlementer. Assemblées représentatives et échange politique en Europe occidentale à la fin du Moyen Âge, Paris, Éditions de Boccard, 2014 (ISBN 978-2-7018-0358-6).
L’enquête générale de Leopardo da Foligno dans la viguerie de Draguignan (janvier-mars 1333), Paris, Éditions du Comité des travaux historiques et scientifiques, 2012 (ISBN 978-2-7355-0787-0).
Regeste des États de Provence, 1347-1480, Paris, Éditions du Comité des travaux historiques et scientifiques, 2007 (ISBN 978-2-7355-0628-6).
Le Livre Potentia des états de Provence. 1391-1523, Paris, Éditions du Comité des travaux historiques et scientifiques, 1997 (coédition avec Gérard Gouiran) (ISBN 2-7355-0354-2).
Le Moyen Âge, Montréal, Boréal, 1996 (ISBN 2-89052-770-0).
Tarascon au XIVe siècle.  Histoire d'une communauté urbaine provençale,  Aix-en-Provence, Édisud, 1979 (ISBN 2-85744-033-2).